# Karmeliterkirche (Weißenburg)

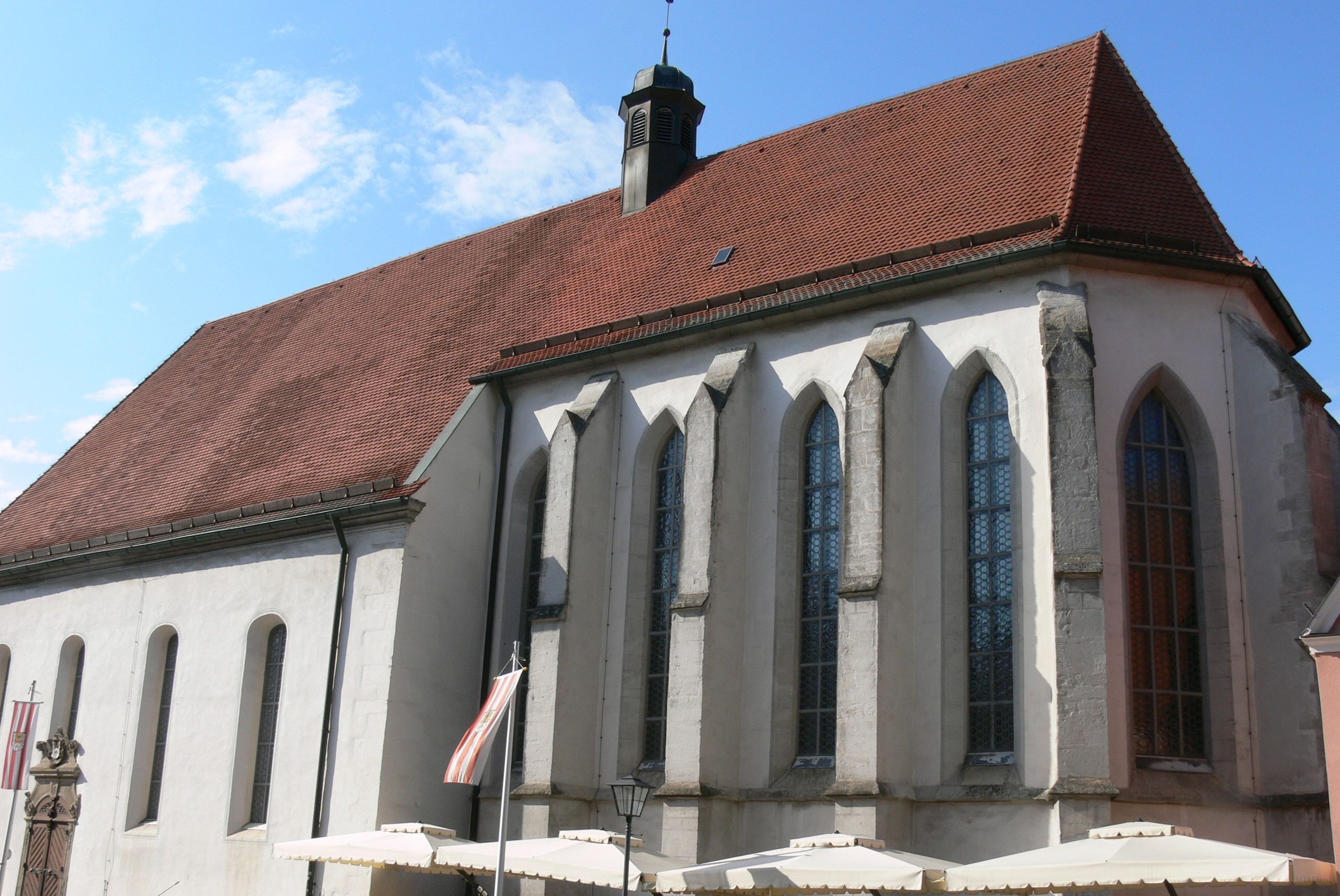
Die Karmeliterkirche

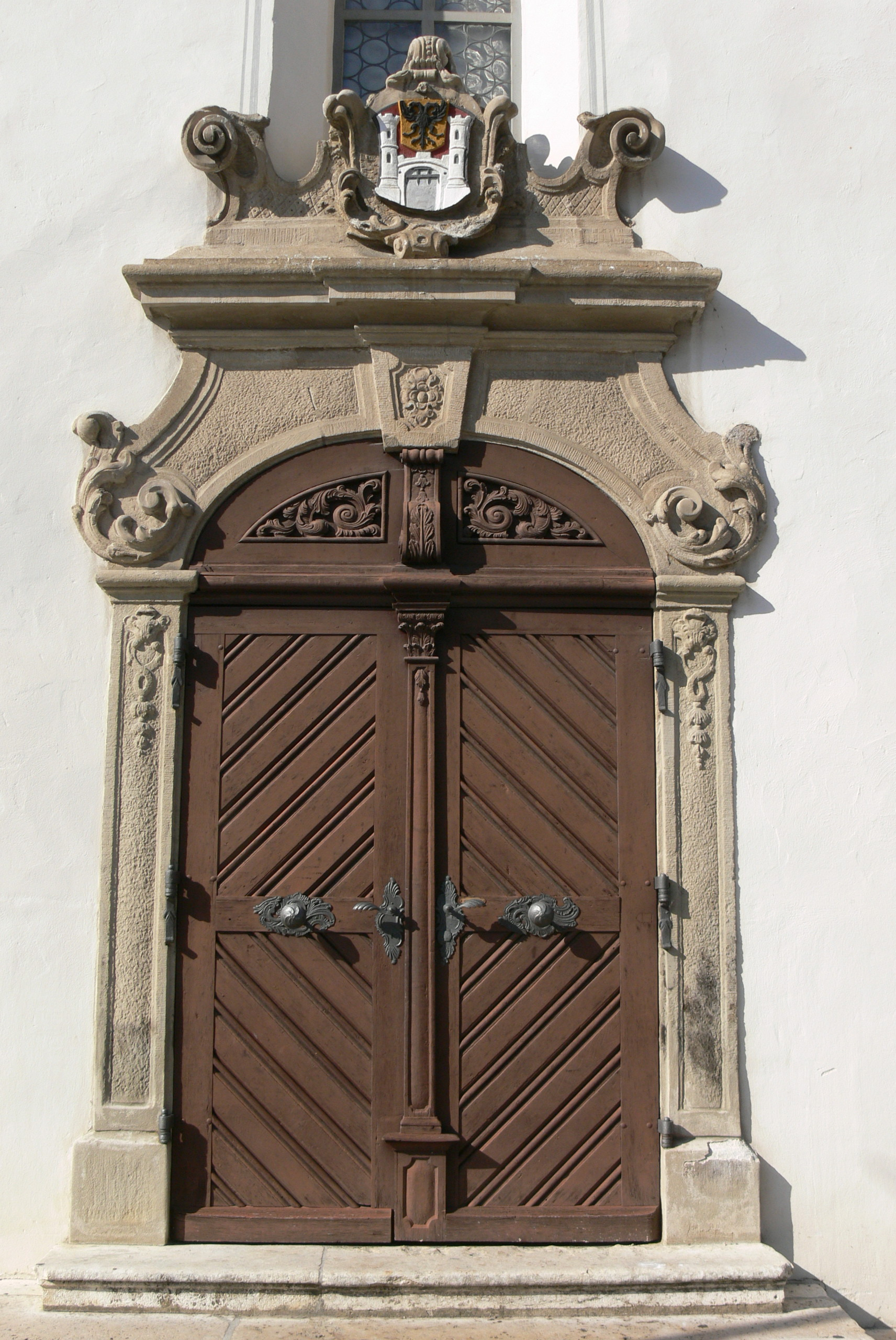
Klosterportal

Die Karmeliterkirche des Klosters Weißenburg ist die Kirche des ehemaligen Klosters der Karmeliten in der Diözese Eichstätt. Das Kloster steht inmitten der nördlichen Altstadt der heutigen Großen Kreisstadt Weißenburg in Bayern im mittelfränkischen Landkreis Weißenburg-Gunzenhausen. Sie wurde in die nördliche Längsseite der Platzwand des ehemaligen Holzmarktes, der heutigen Luitpoldstraße, eingestellt. Das Gebäude ist unter der Denkmalnummer D-5-77-177-240 als Baudenkmal in die Bayerische Denkmalliste eingetragen. Zusätzlich ist das Gebäude als Bodendenkmal (Nummer: D-5-6931-0400) eingetragen. Die Klosterkirche mit der Adresse Luitpoldstraße 9 diente bis 2021 gemeinsam mit den anderen Klosterbauten als Kulturzentrum.

## Geschichte und Architektur
Das Kloster wurde 1325 durch Heinrich, Herr zu Heideck, unter Mitwirkung von Graf Gebhard III. von Graisbach, Bischof von Eichstätt gegründet und durch König Ludwig der Bayer gestiftet. 1544 kamen die Klostergebäude nach der Reformation in den Besitz der Reichsstadt Weißenburg. Schon am 19. September 1526 hatte der Prior dem Rat der Stadt Weißenburg den Vorschlag unterbreitet, das gesamte Kloster mit allen Einkünften zu übernehmen. Chor und Langhaus der Saalkirche wurden nach 1325 errichtet. Später wurde das nördliche Seitenschiff erweitert. 1670 fand eine Renovierung, 1729 eine Barockisierung statt. Das Langhaus wurde im Laufe des 18. Jahrhunderts weiter verändert. Die Sakristei ist aus dem 15. Jahrhundert. Im Chor an der Nordseite befindet sich ein berühmtes Volto-Santo-Gemälde aus dem frühen 15. Jahrhundert vom Typ des Volto Santo von Lucca. Der Orgelprospekt stammt aus dem Jahr 1712. Der Ostflügel des Klosters ist ein zweigeschossiger Steildachbau aus dem 14. Jahrhundert mit rückwärtigem, zweigeschossigem Anbau (1470/1471). Die Umgestaltung zum Kulturzentrum fand in der Zeit von 1981 bis 1983 statt. Die ehemalige Gartenanlage des Klosters dient nach dem Ankauf durch die Stadt im Jahr 1991 als öffentlicher Park.
2021 wurde das Kulturzentrum wegen notwendiger Sanierungsarbeiten, die bis 2025 dauern sollen, gesperrt.